# Гасан Алі
Гасан Алі (*д/н — 1468/1469) — останній володар Кара-Коюнлу в 1467—1468 роках.

## Життєпис
Походив з роду Кара-Коюнлу. Старший син султана Джаханшаха. Про молоді роки його замало відомостей. У 1458 році повстав проти батька, але у 1459 році зазнав поразки, потрапив у полон та був запроторений до в'язниці. Тут перебував до загибелі Джаханшаха у 1467 році. Оскільки усі його брати на той час померли, Гасана Алі оголошено новим султаном.
Втім, новий володар держави не зміг зібрати війська, оскільки його суперник Узун-Хасан зайняв більшу частину Азербайджану і Тебриз. За цих обставин вимушений був тікати до Персії, де закликав на допомогу Абу-Саїда, правителя держави Тимуридів у Самарканді. Ще до його підходу Гасан Алі у 1468 році спробував відвоювати володіння, проте зазнав поразки при Мардані й вимушений був тікати до військового табору Тимурида.
За різними версіями: Гасан Алі або у 1468 році зазнав поразки від Угурлу Мехмеда, бея Ак-Коюнлу, який стратив того в Ширазі, або у 1469 році після поразки Абу Саїда в Карабасі, Гасан Алі наклав на себе руки в Гамадані.